# 任蒙
任蒙，本名杨人猛，中国当代诗人、评论家、散文家。曾当兵13年，后来进入武汉市江岸区机关任职。后成为武汉市作家协会主席团成员、武汉市散文创作委员会主任。作品有《诗廊漫步》、《任蒙散文选》等。

## 生平
任蒙本名杨人猛，1955年5月16日出生于现广水市关庙镇泥河村，其父为当过教员的农民，母为家庭妇女。7岁入读半日制初小，中途差点辍学。1966年进入高小，接触了《毛主席诗词》、《钢铁是怎样炼成的》》等文学作品。1972年上完高中回家务农，1973年进入部队。1975年开始业余写作。1986年谢绝了首长挽留以副团职干部身份转业，进入武汉市委宣传部。80年代末曾在两家报社任职，后进入江岸区委机关任职。

## 创作
他早年从事诗歌、杂文和评论写作。其杂文曾在《红旗》上发表，他的论《西游记》的双重价值的评论人大复印资料转载。1978年开始在《长江文艺》、《芳草》、《湖北日报》、《星星》等报刊上发表诗歌。1988年出版《诗廊漫步》，以诗的形式论诗。
任蒙后来转向散文创作，其《任蒙散文选》于2009年获首届全国孙犁散文奖、2010年获第四届冰心散文奖散文集奖。集中所收文章包括《历史深处的昭君背影》、《悲壮的九宫山》、《回望罗马》、《一个世界性艺术话题》等。这些文化散文最终是以「人」为主题的。如《围墙》讲帝王的统治心理，《悲壮的九宫山》分析李自成之死各种异说，突出李的悲剧性。《放映马王堆》则讨论马王堆女主人的奢华与劳动者付出代价之间的关系。《草堂朝圣》聚焦杜甫和后世文人间的传承联系。而《历史深处的昭君背影》则刻画昭君远嫁匈奴时的内心悲情。《清晨，叩谢天一阁》歌颂了范氏在传承文化上的坚守。这些散文将抒情和知识分子的立场结合在了一起。